# Barnim

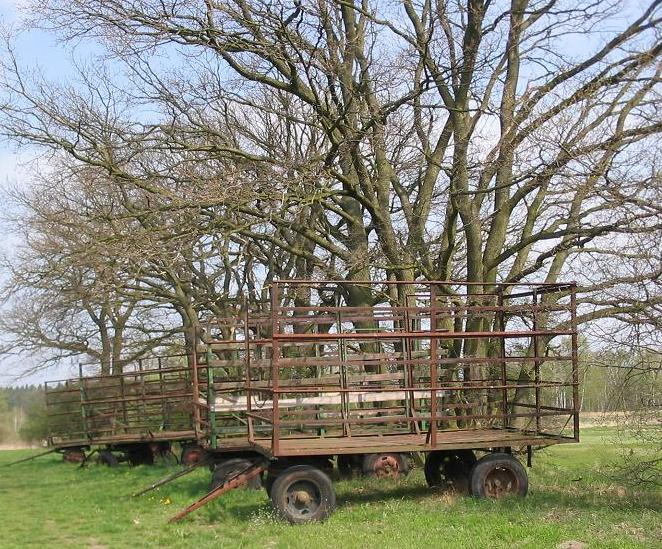
Barnim im Tegeler Fließtal zwischen Berlin-Lübars und Schildow

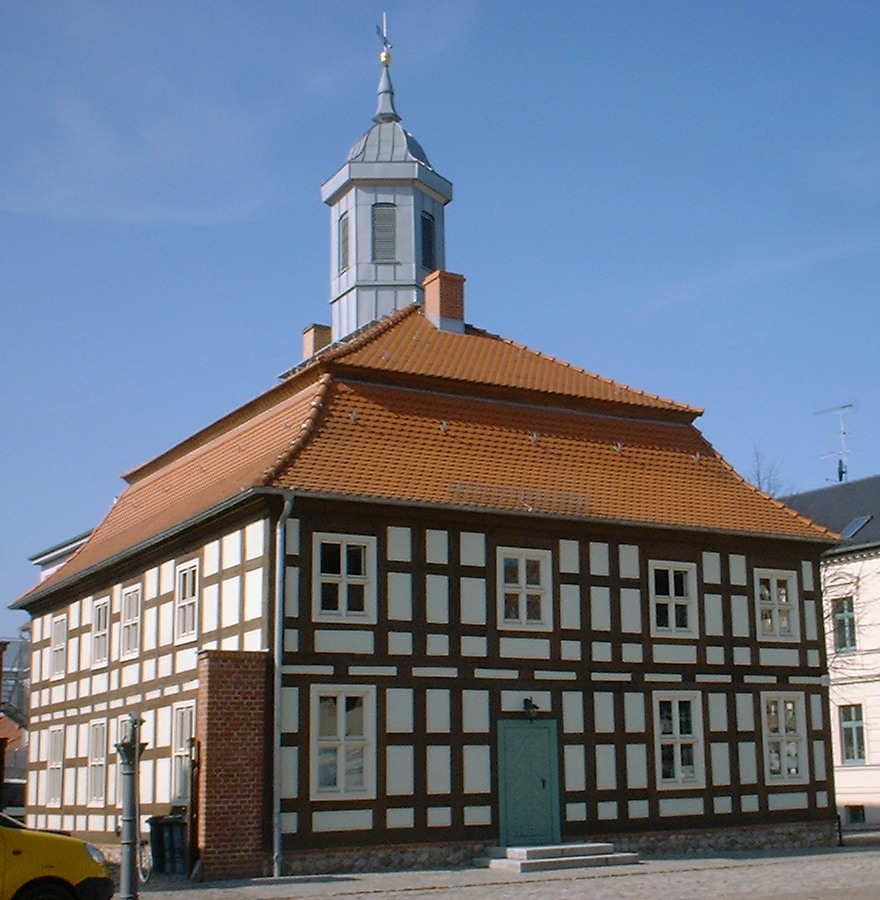
Rathaus Biesenthal

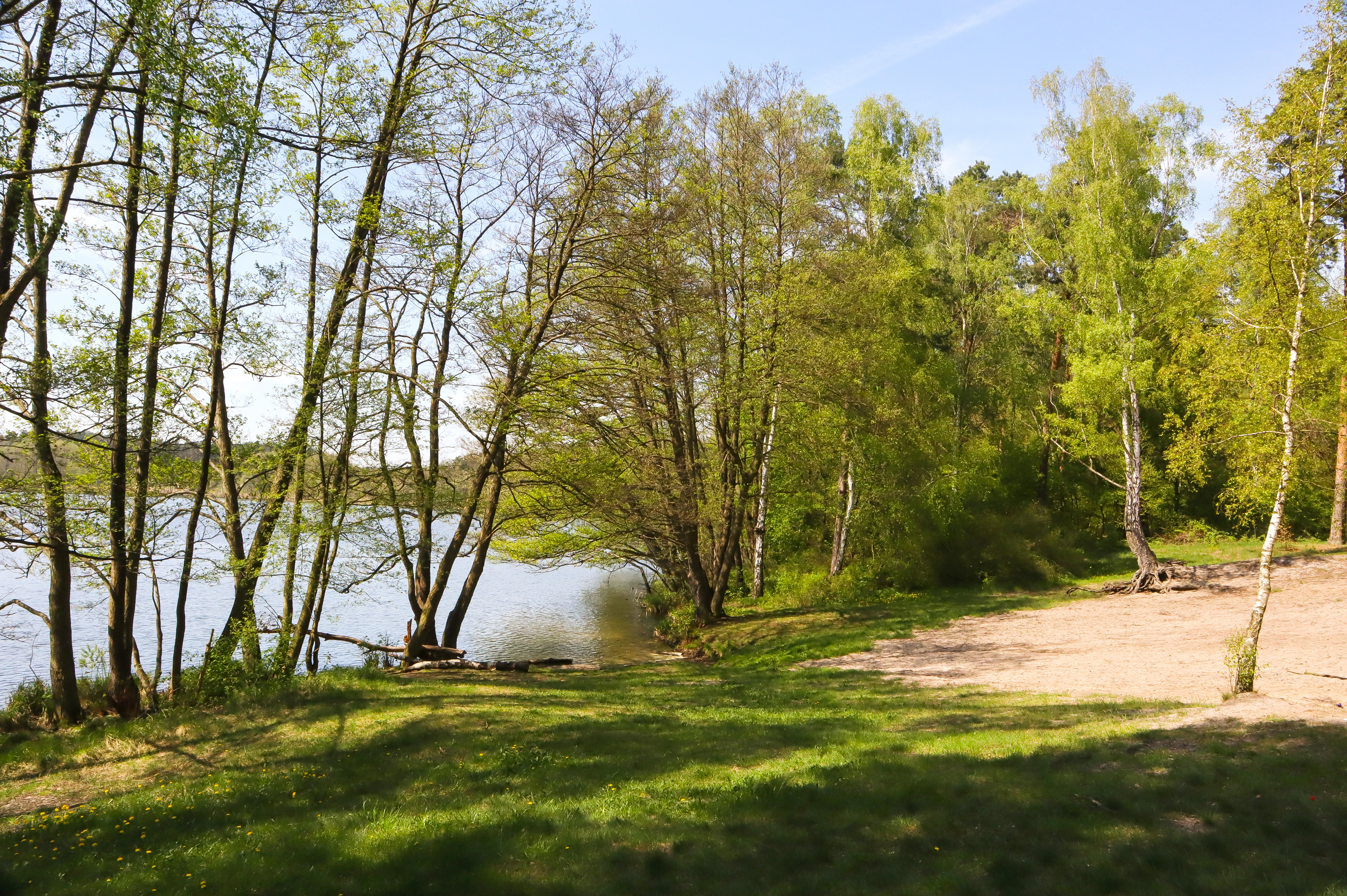
Schwärzesee bei Eberswalde, seenreicher Barnim

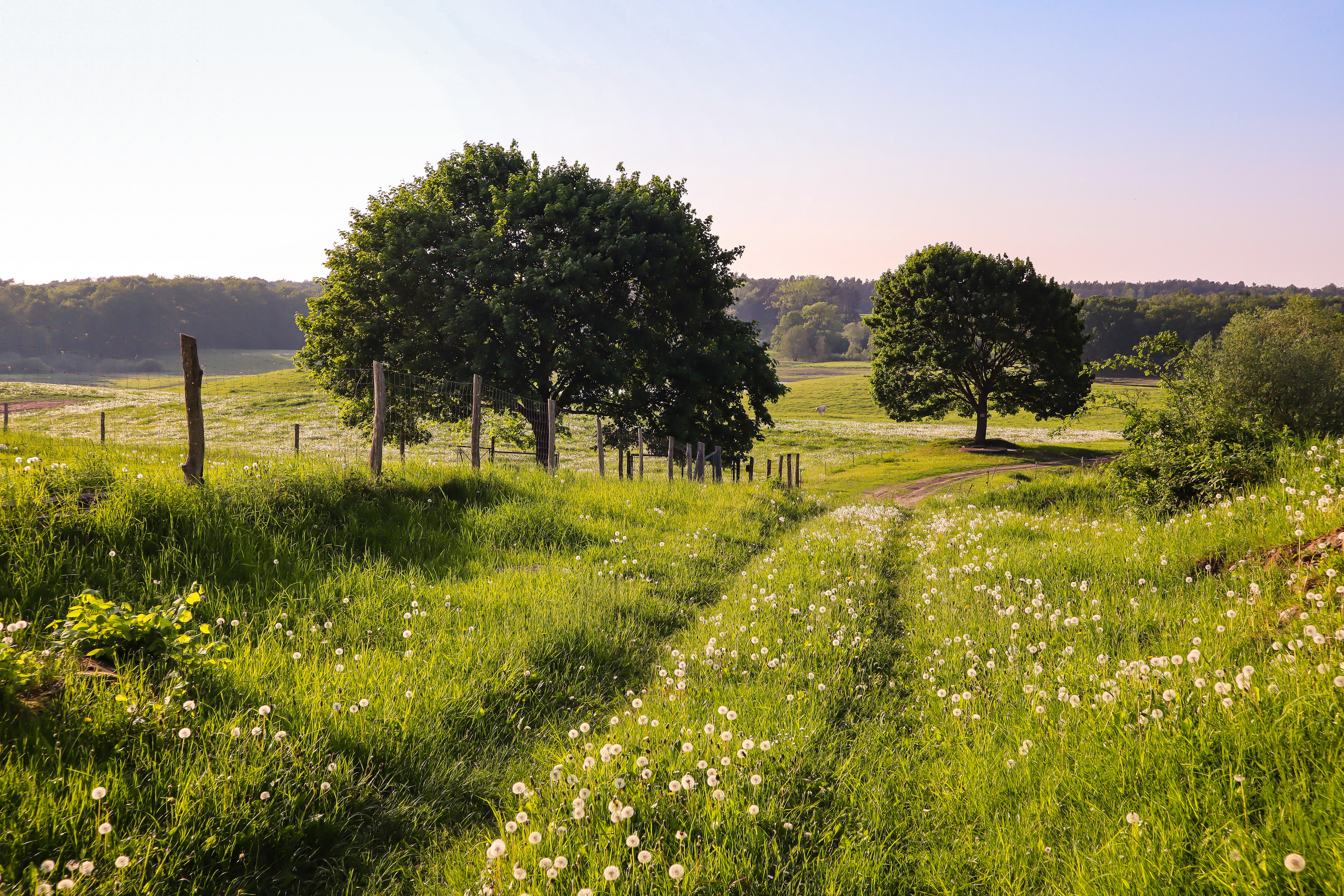
Barnimer Landschaftsidylle

Der Barnim ist eine eiszeitlich gebildete Hochfläche und gleichzeitig eine historische Landschaft im Nordosten Berlins und im anschließenden  Brandenburg in etwa zwischen den Städten Oranienburg im Westen, Eberswalde im Norden und Buckow im Osten. In Nordosten schließt das Oderbruch an. Nach dem Barnim ist der Landkreis Barnim benannt.
Als Teil der in der Weichseleiszeit gebildeten Zone der Brandenburgischen Platten und Urstromtalungen besteht der Barnim aus Grundmoränen, einem Endmoränenzug und Sanderflächen zwischen dem Berliner Urstromtal im Süden und dem Eberswalder Urstromtal im Norden.
Der Barnim bildete bereits im Mittelalter eine distinkte historische Landschaft, die sich administrativ vom Spätmittelalter an bis 1952 in die Kreise Oberbarnim und Niederbarnim teilte.
Anteil am Barnim haben heute die Landkreise Oberhavel, Barnim, Märkisch-Oderland und Oder-Spree. Auf Berliner Stadtgebiet liegen die Stadtbezirke Reinickendorf, Pankow, Lichtenberg und Marzahn-Hellersdorf zu großen Teilen auf dem Barnim.

## Abgrenzung und Untergliederung

### Abgrenzung

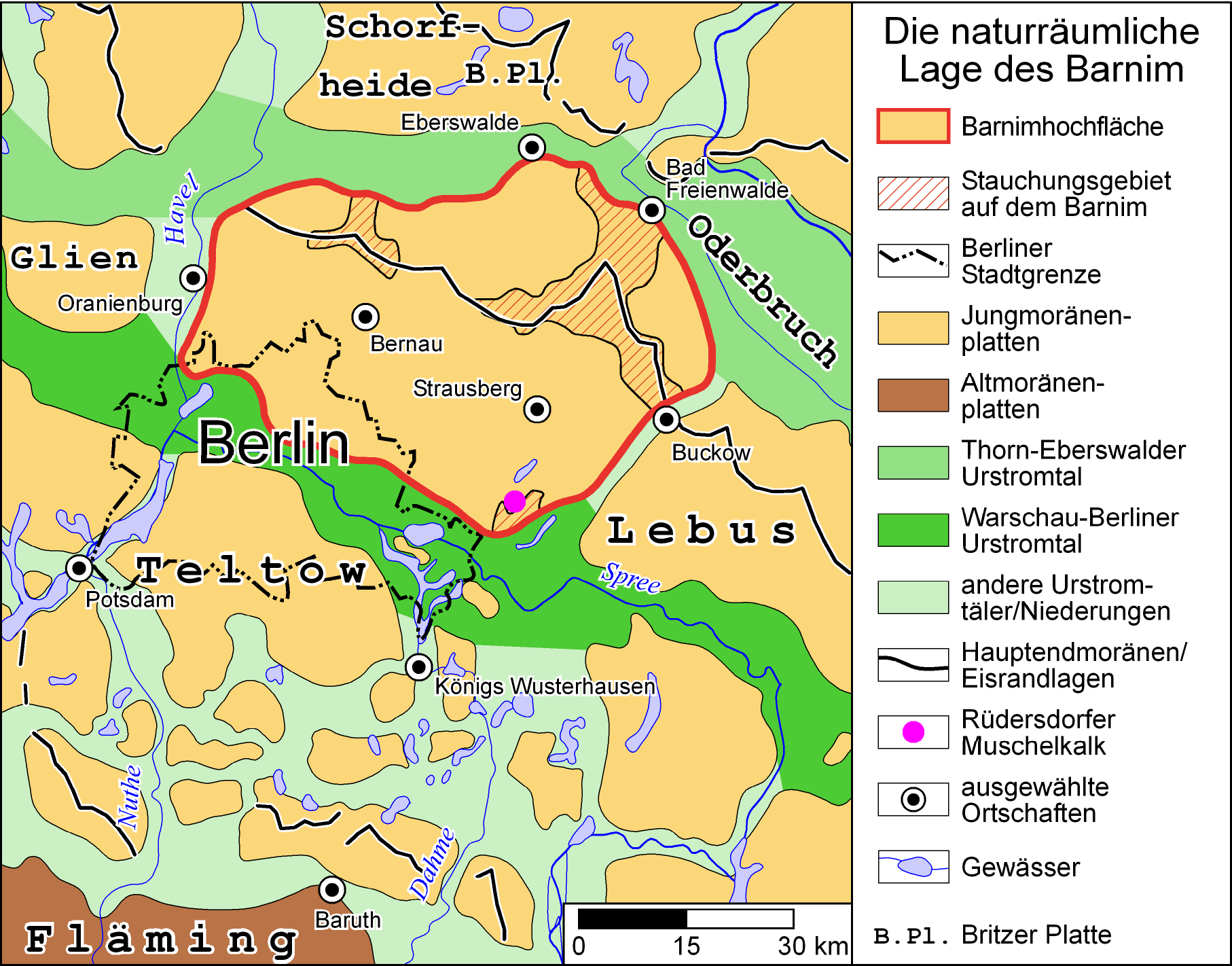
Die naturräumliche Lage des Barnim

Die Grenze des Naturraumes Barnim kann recht genau gefasst werden, da sie fast ausschließlich deutlich ausgeprägt ist.
Die Südgrenze bildet das Berliner Urstromtal, welches hier von der Spree durchflossen wird. Weiter südlich schließt sich die Hochfläche des Teltow an. Die Grenze zwischen dem Barnim und dem weiter westlich gelegenen Ländchen Glien wird von einer von Nord nach Süd verlaufenden Urstromtalung eingenommen. Diese wird ihrerseits von einer glazialen Rinne durchzogen, die heute die Havelseen beherbergt. Im Norden und Nordosten begrenzt das Eberswalder Urstromtal den Barnim. Allerdings besitzt der nordöstliche Teil, das heutige Oderbruch, einen deutlich anderen landschaftlichen Charakter als die westlichen Abschnitte des Eberswalder Tales. Die Buckow-Rinne oder Löcknitz-Stobber-Rinne, die neben diesen beiden Flüssen vom Roten Luch, vom Stobberbach und von Seenketten geprägt wird, bildet die Grenze zum sich östlich anschließenden Land Lebus, mit dem der Barnim landschaftlich verwandt ist.

### Untergliederung
Der Barnim wird traditionell in den Niederen oder Niederbarnim und den Hohen oder Oberbarnim untergliedert. Der Niederbarnim nimmt den südwestlichen Teil der Hochfläche ein, der Oberbarnim den nordöstlichen. Die Grenze zwischen den beiden Einheiten ist nicht genau definiert; meistens wird eine Linie von Strausberg über den Gamengrund bis nach Eberswalde als Grenze gesetzt.
Die Untergliederung in Niederen und Hohen Barnim ist insofern berechtigt, da das Plateau des Niederen Barnims zum allergrößten Teil unter 80 m ü. NN liegt. Lediglich in den Randgebieten zum Oberbarnim steigt das Plateau bis auf 90 m an. Im äußersten Süden des Barnim erheben sich in der Rüdersdorfer Heide die Kranichsberge mit bis zu 105 Metern Höhe. Große Teile der Barnimhochfläche im Berliner Stadtgebiet liegen sogar unter 60 m. Der Hohe Barnim besitzt hingegen großflächig Höhen über 100 m ü. NN. Der Semmelberg bei Wölsickendorf ist mit 157,6 m ü. NN die höchste Erhebung des Barnims. Weniger als 5 km entfernt liegt das Untere Oderbruch nur wenige Meter über dem Niveau des Meeresspiegels.

### Städte und Gemeinden

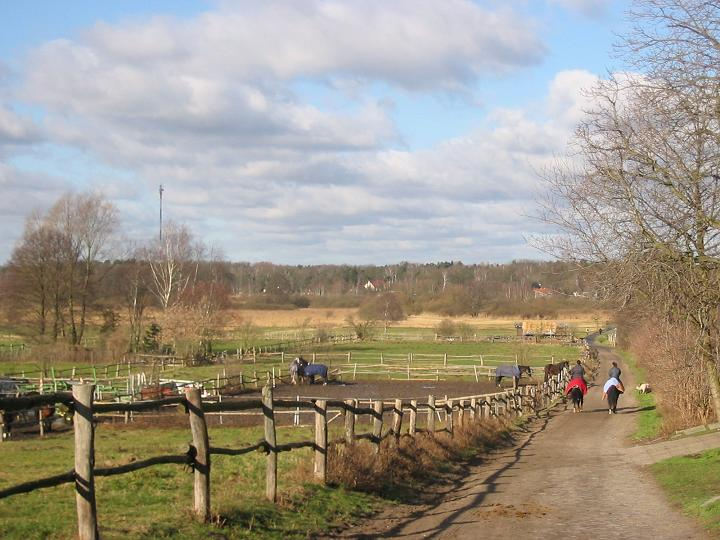
Barnim im Tegeler Fließtal in Lübars

Bis zum starken Wachstum Berlins im ausgehenden 19. Jahrhundert war der Barnim nur dünn besiedelt. Für den östlichen Teil gilt das bis heute. Außerhalb Berlins liegen auf dem Barnim mit Bernau und Strausberg nur zwei Städte mit mehr als 10.000 Einwohnern. Werneuchen, Altlandsberg und Biesenthal sind kleine Landstädte. Um den Barnim herum reihen sich perlschnurartig mehrere Städte, ursprünglich gehörte Berlin auch dazu. Des Weiteren zählen zu dem Stadtring Oranienburg, Eberswalde, Bad Freienwalde (Oder), Wriezen, Buckow und Berlin-Köpenick. Heute gilt der westliche Barnim als dicht besiedelt, zum Teil auch zersiedelt. Zahlreiche einwohnerstarke Dorfgemeinden existieren dort im Berliner Speckgürtel.

## Geologischer Bau, Oberflächenformen, Böden
Der Barnim verdankt seine Entstehung, wie fast ganz Brandenburg, den wiederholten Vorstößen des skandinavischen Inlandeises während des Eiszeitalters und wird daher zum allergrößten Teil aus eiszeitlichen Sedimenten aufgebaut.

### Festgesteinsvorkommen
Als geologische Besonderheit stehen am südlichen Rand des Barnims bei Rüdersdorf geologisch deutlich ältere Gesteine, Kalksteine aus dem oberen Buntsandstein und dem Muschelkalk, an der Erdoberfläche an. Die hohe Lage des Rüdersdorfer Kalksteines wird mit einem Salzkissen im Untergrund erklärt. Das zuwandernde Salz presste die darüber befindlichen Schichten nach oben. Bereits in unmittelbarer Nähe des Steinbruches tauchen die Festgesteine schnell in große Tiefen ab und spielen für den geologischen Bau des Barnims daher nur eine untergeordnete Rolle.
Die Kalksteine werden dort bis heute in einem ausgedehnten Steinbruch abgebaut und besaßen auch in der Vergangenheit eine große Bedeutung für die Baustoffversorgung Berlins (z. B. Turm der Marienkirche).
Die Rüdersdorfer Steinbrüche sind auch von wissenschaftshistorischem Interesse, da der schwedische Geologe Otto Torell im Jahre 1875 Gletscherschliffe auf der Oberfläche der Kalksteine nachweisen konnte. Die Inlandeistheorie wurde damit für das nördliche Mitteleuropa endgültig belegt.

### Elstereiszeit

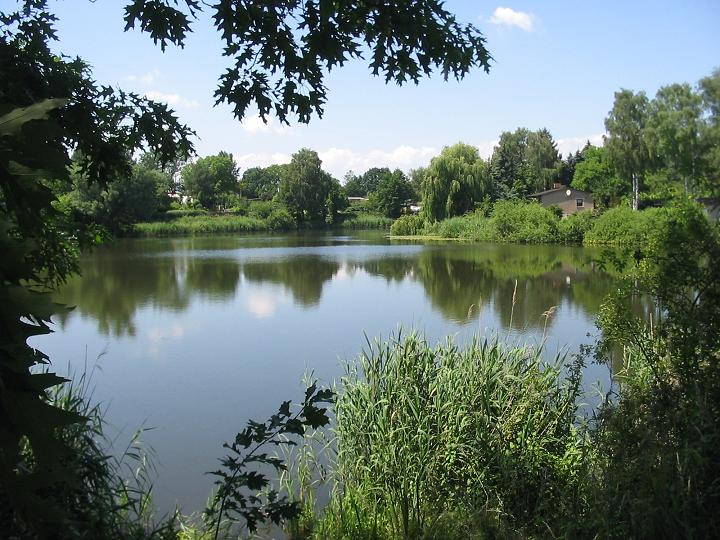
Retsee bei Hönow

Die Ablagerungen der ersten Eisvorstöße während der Elstereiszeit können im Untergrund des Barnims Mächtigkeiten bis zu mehr als 100 Meter erreichen. Besonders mächtig werden sie als Füllung Glazialer Rinnen. Elsterzeitliche Sedimente bestehen überwiegend aus Geschiebemergel und Absätzen von Eisstauseen. Schmelzwassersande und Kiese treten dagegen zurück. Auf Grund der Überlagerung mit den ebenfalls sehr mächtigen saalezeitlichen Sedimenten stehen sicher elsterzeitliche Ablagerungen nur ganz vereinzelt am Oderbruchrand direkt an der Erdoberfläche an. Auch zeigt die Oberkante der elsterzeitlichen Ablagerungen noch keine Beziehung zur Oberfläche des heutigen Barnims.

### Saaleeiszeit
Erst die beiden Hauptvorstöße des Eises während der Saaleeiszeit ließen den Barnim als Hochfläche deutlich hervortreten. Geologisch wird der Hauptteil des Barnims aus Sedimenten des jüngeren, des Warthevorstoßes aufgebaut, der im Fläming seine maximale Ausdehnung nach Süden erreichte. Der zugehörige Geschiebemergel steht auf dem Barnim an mehreren Stellen direkt an der Erdoberfläche an oder findet sich nur wenige Meter unterhalb. Die Ablagerungen des älteren, des Drenthe-Vorstoßes, der noch weit nach Süden bis an die Nordgrenze der Mittelgebirge reichte, sind dagegen geringmächtiger und von den jüngeren warthezeitlichen Ablagerungen überdeckt.
Während der saalezeitlichen Eisvorstöße wurden die älteren Sedimente im Untergrund zum Teil kräftig gestaucht (gestört). Dies trifft besonders für die auch heute noch besonders hoch gelegenen Freienwalder Höhen (auch als Wriezener Höhe bezeichnet) zu. Neben älteren eiszeitlichen Ablagerungen wurde großflächig Material aus dem Tertiär in die Stauchmoränen eingepresst. So findet man am Barnimrand bei Bad Freienwalde und südlich davon an mehreren Stellen Tone aus dem Oligozän und Sande aus dem Miozän direkt an oder knapp unterhalb der Erdoberfläche. Bei Bad Freienwalde werden diese Tone in einer Tongrube abgebaut.

### Weichseleiszeit

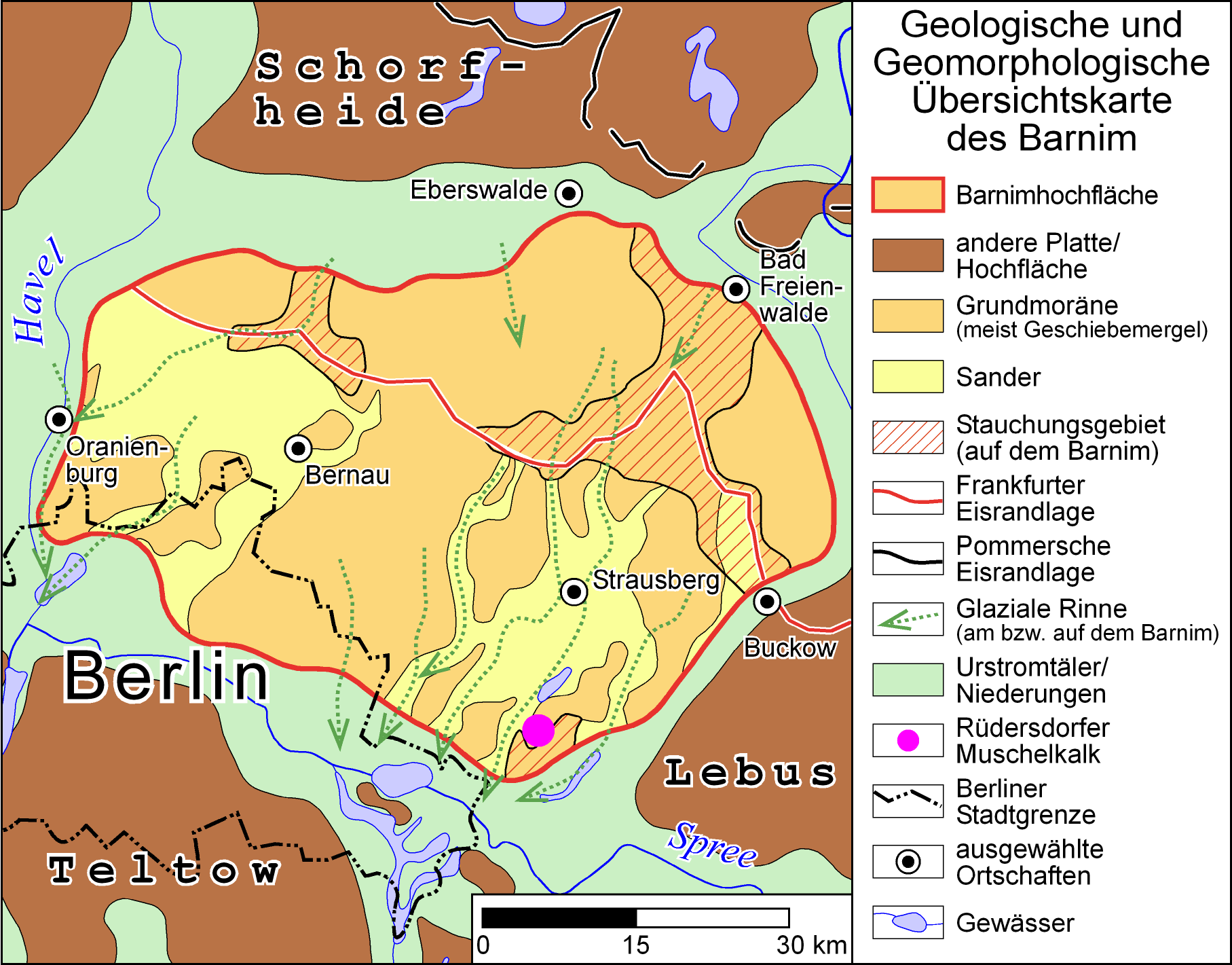
Geologische und Geomorphologische Übersichtskarte des Barnim

Der heutige Barnim wurde entscheidend durch den Vorstoß des weichselzeitlichen Inlandeises vor etwas mehr als 20.000 Jahren geformt. Er gehört damit eindeutig zum Jungmoränenland. Dabei wurde das Gebiet nur in der ersten Vorstoßphase, dem Brandenburger Stadium, vom Eis vollständig überfahren. Im Vorfeld des vorrückenden Eises wurden sogenannte Vorschüttsande und -kiese abgelagert, die großflächig mit Mächtigkeiten um die 10 Meter vorhanden sind. Seine maximale Ausdehnung erreichte der weichselzeitliche Gletscher etwa 60 km südlich des Barnims, wo sich eine entsprechende Eisrandlage nördlich von Baruth befindet. Während dieser Zeit wurde über den Vorschüttsanden der Geschiebemergel abgelagert. Typisch für das mittlere Brandenburg ist seine relativ geringe Mächtigkeit, die auf dem Barnim 5 Meter nur selten überschreitet. Stellenweise fehlt er. Vereinzelt wurden auf dem Geschiebemergel noch Oszüge abgelagert.
Zwischen der Bildung der Brandenburger Eisrandlage und des weiter nördlich gelegenen Pommerschen Endmoränenzuges bildete sich auf dem Barnim und dem Lebus eine weitere Eisrandlage, die Frankfurter Eisrandlage. Sie ist in der Fachliteratur jedoch nicht unumstritten, da sie sich in ihrem Verlauf stark an die älteren, saalezeitlich gebildeten Stauchmoränen anlehnt. Echte Endmoränen wurden während der Frankfurter Eisrandlage nur untergeordnet gebildet. Der Geschiebemergel nördlich der Eisrandlage entspricht dem des Brandenburger Vorstoßes. Auch die zugehörigen Sander sind eher geringmächtig und nicht flächendeckend vorhanden. Sie bilden sogenannte Schlauchsander, die die ältere Grundmoräne nur teilweise verschüttet bzw. erodiert haben. Am besten ausgebildet sind noch die Sander entlang des Pankefließes (Pankesander) und der Sander bei Strausberg. Das Schmelzwasser der Sander floss im Berliner Urstromtal, welches sich zu dieser Zeit bildete, nach Westen ab.
Ob während der jüngeren Vorstoßphase, dem Pommerschen Stadium, das Eis zumindest den nördlichen Barnim noch erreicht hat, ist nicht sicher belegt. Markante Endmoränen dieses Vorstoßes befinden sich wenige Kilometer nördlich von Eberswalde. Zu dieser Zeit entstand das Eberswalder Urstromtal. Im Bereich der hochgelegenen saalezeitlichen Stauchmoränen, vor allem südlich von Bad Freienwalde, fehlen weichselzeitliche Sedimente großflächig oder sie bilden nur eine dünne Decke über den älteren Ablagerungen.
Die Ränder des Barnims wurden nachträglich durch die Schmelzwassererosion in den Urstromtälern zum Teil kräftig unterschnitten, so dass die Begrenzung des Barnims fast durchweg deutlich ist. Insbesondere die tiefe Ausräumung des Oderbruches führte dort zu den für Tieflandsverhältnisse extrem großen Höhenunterschieden.

### Oberflächenformen (Geomorphologie)

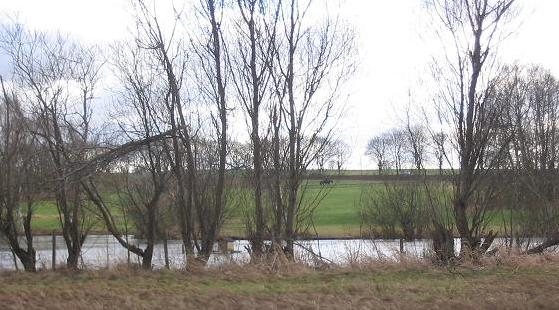
Flachwellige Landschaft am Moorteich am Tegeler Fließ

Das Plateau des Barnim besteht größtenteils aus typischen Grundmoränenflächen. Sie sind flachwellig und recht seenarm, obwohl der Barnim zum Jungmoränenland gehört. Zerschnitten und merklich belebt wird das Plateau von mehreren Glazialen Rinnen. Am bekanntesten ist der Gamengrund östlich von Berlin, in dem sich mehrere aufeinanderfolgende schmale Seen befinden, wie der Gamensee und der Mittelsee.
Die Sander treten nur bedingt als geneigte Schwemmkegel in Erscheinung, da ihre Oberfläche durch jüngere Prozesse, vor allem durch das Austauen von Toteisblöcken, relativ stark gestört wurde. Sie bilden daher sandige, aber recht wellige Flächen, in die häufig Seen eingelagert sind.
Für brandenburgische Verhältnisse extrem reliefreich sind die saalezeitlichen Stauchungsgebiete auf dem Hohen Barnim. Mit Höhenunterschieden von deutlich mehr als 100 Meter auf weniger als 1 km Horizontalentfernung ist das Gebiet unmittelbar südlich von Bad Freienwalde das reliefstärkste in Brandenburg. Verstärkend für das Relief wirkte dort die Bildung von Trockentälern am Ende der Weichseleiszeit.
Größere Verbreitung haben Dünen nur auf dem westlichen und nördlichen Barnim, wo von den benachbarten Urstromtalungen Flugsand auf das Plateau geweht werden konnte. Ansonsten kommen Dünen und Flugsandfelder nur kleinräumig vor und besitzen daher keine große Bedeutung.

### Böden
Auf den weit verbreiteten Geschiebemergelflächen haben sich Lessivés entwickelt. Meistens finden sich Übergangsformen zwischen der Fahlerde und der Braunerde, ganz vereinzelt auch Parabraunerden. Stauvernässung in Form von Pseudogleyen kommt nur untergeordnet vor.
Auf den Schmelzwassersandflächen und auch auf den sandigen Stauchmoränen bildeten sich Braunerden. Je nach Zusammensetzung des Sandes können die Braunerden entweder schwach podsoliert oder, seltener, schwach lessiviert sein. Stärker podsolierte Braunerden und vereinzelt auch Podsole finden sich auf den Dünenflächen.
Die feuchten Niederungen werden von Niedermooren dominiert. Gleye treten untergeordnet auf. Die Moore zeigen fast immer deutliche Vererdungserscheinungen als Folge der Entwässerung. Nicht oder nicht mehr entwässerte Moore existieren nur noch an jung verlandeten Gewässern oder als Folge von Renaturierungsmaßnahmen.
Große Verbreitung besitzen im Berliner Stadtgebiet und auf dem westlichen Barnim die anthropogenen (vom Menschen erzeugte) Böden und Stadtböden. Neben den Bodenversiegelungsflächen dominieren junge Rohböden. Bei letzteren überwiegen Lockersyroseme und Pararendzinen. Es finden sich aber auch Hortisole (Gartenböden), Regosole und Kolluvisole.

### Berliner Balkon
Auf Berliner Stadtgebiet (Prenzlauer Berg) bildet der Barnim eine deutliche Steilkante zum Warschau-Berliner Urstromtal (37 m ü. NN), welches dort nur vier Kilometer breit ist und im Berliner Süden wieder zum Teltow ansteigt. Am unbebauten Hang des sogenannten Berliner Balkons in Berlin-Mahlsdorf lässt sich ein Höhenunterschied von 15 Metern vom Barnim zum Berliner Urstromtal ausmachen.

## Hydrologie und Klima

### Hydrologie

#### Wasserscheide
Über den Barnim verläuft von Südost nach Nordwest die Hauptwasserscheide zwischen Nord- und Ostsee beziehungsweise zwischen den Flusssystemen von Elbe und Oder. Ihr Verlauf entspricht grob der Frankfurter Eisrandlage. Lediglich im Nordwesten des Barnims entwässern auch die Gebiete nördlich davon in Richtung Havel und weiter in die Elbe. Bekannte Punkte entlang der Wasserscheide befinden sich meistens in Talposition, zum Beispiel zwischen dem Wandlitzer See und dem Liepnitzsee oder innerhalb des Roten Luches.

#### Fließgewässer
Der Barnim wird von folgenden natürlichen Fließen und Bächen zum Flusssystem der Havel und Spree entwässert (gegen den Uhrzeigersinn):

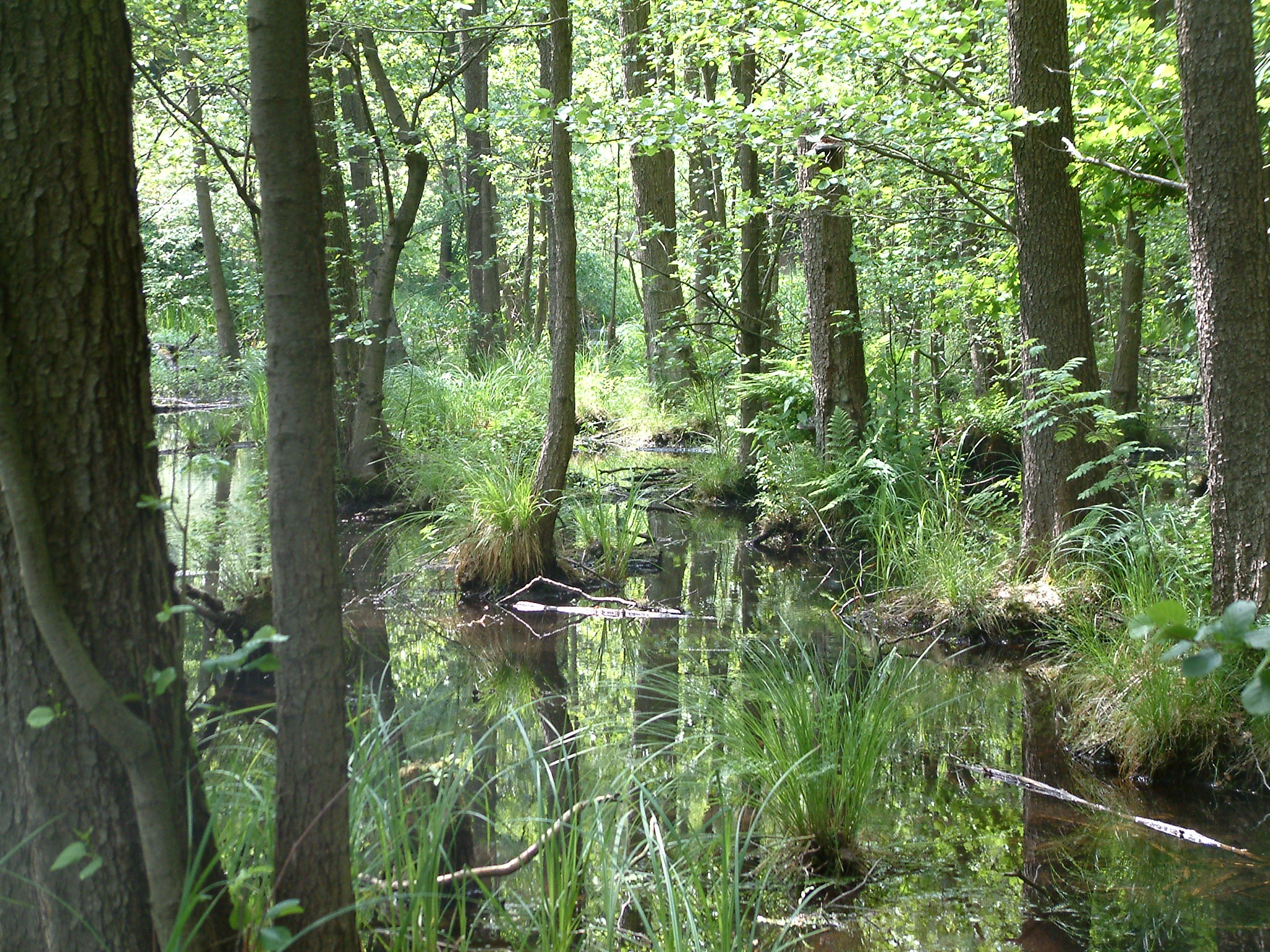
Erlenbruchwald der Briese bei Briese

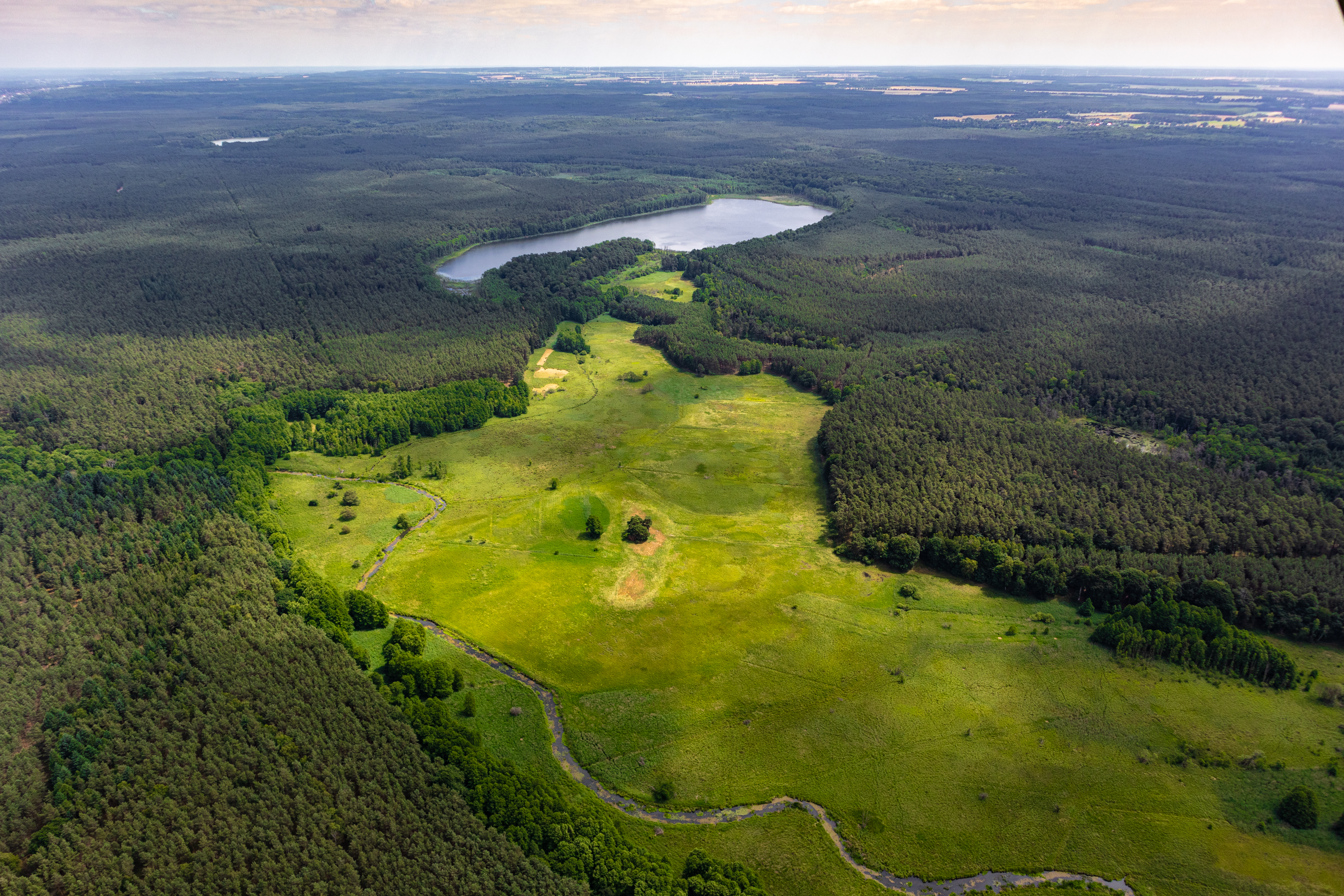
Finowfließ, im Hintergrund der Große Samithsee bei Finowfurt

- Briese; mündet in Hohen Neuendorf in die Havel
- Tegeler Fließ; mündet in Berlin-Tegel in den Tegeler See, der Anschluss an die Havel hat.
- Panke; mündet in Berlin-Mitte in die Spree
- Wuhle; mündet westlich von Berlin-Köpenick in die Spree
- Neuenhagener Mühlenfließ
- Fredersdorfer Mühlenfließ
- nördliche Zuflüsse der Löcknitz, eines Nebenflusses der Spree, wie das Lichtenower Mühlenfließ (auch Zinndorfer Mühlenfließ, Zinndorfer Fließ, oder Garzower Mühlenfließ)

Der Oder tributär sind folgende Fließe (im Uhrzeigersinn):
- Finow; mündet in die Oder
- Schwärze und Nonnenfließ; münden in Eberswalde in die Finow
- Batzlower Mühlenfließ; fließt über den Friedländer Strom im Oderbruch in die Alte Oder
- Sophienfließ; mündet in den Schermützelsee, weiter in die Stöbber und den Friedländer Strom

Einige der aufgezählten Fließgewässer haben kleinere Zuflüsse oder tragen lokal abweichende Bezeichnungen. Zusätzlich gibt es zahlreiche von Menschenhand angelegte Entwässerungsgräben.

#### Seen und Kleingewässer

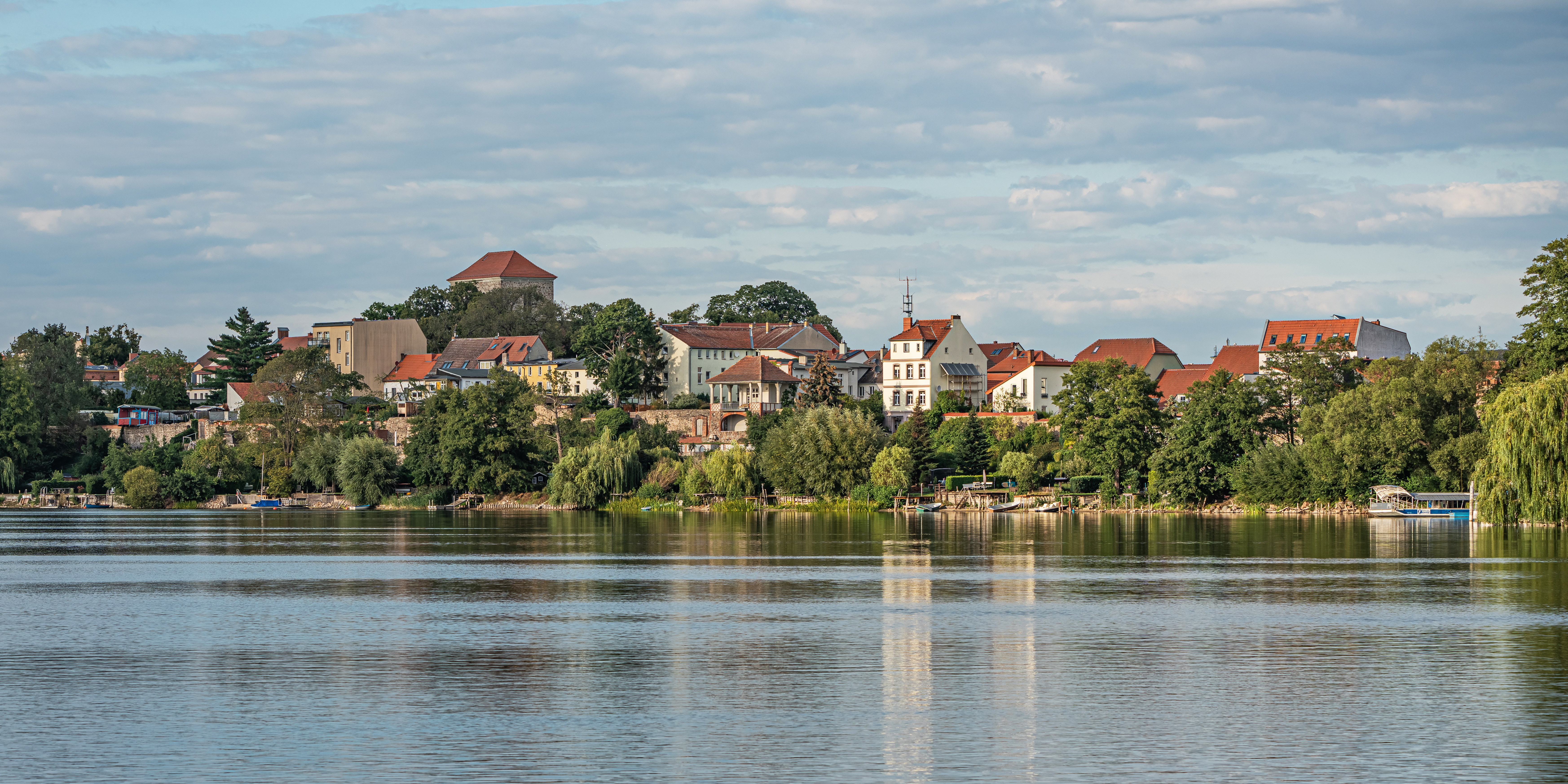
Straussee mit Blick auf Strausberg

Die flachwelligen Grundmoränenlandschaften des Barnim sind, obwohl zum Jungmoränenland gehörig, relativ seenarm. Nur vereinzelt finden sich isolierte Seen innerhalb des Plateaus wie der Haussee bei Seefeld (Gem. Werneuchen) oder der Weiße See in Berlin-Weißensee. Innerhalb der Sanderflächen befinden sind auf Grund der Verschüttung und des nachfolgenden Austaus des Toteises häufiger Seen. Vor allem das Seengebiet um Wandlitz ist bekannt.
Die meisten Seen innerhalb des Barnim befinden sich aber in Glazialen Rinnen. Sie sind in den meisten Fällen langgestreckt und zeigen eine Ausrichtung von Nord/Nordost nach Süd/Südwest wie beispielsweise eine kleinere Seenkette am östlichen Barnimhang zur Stobberniederung, die sich vom Dolgensee (25 ha) über den Kesselsee (3,5 ha) und Lettinsee (16 ha) nach Nordosten bis zum Klostersee (55 ha) bei Altfriedland zieht.
Zu den bekanntesten Seen des Barnims gehören:
- der Liepnitzsee und der Wandlitzer See bei Wandlitz
- der Gamensee im Gamengrund
- der Straussee bei Strausberg

Zusätzlich zu den natürlich entstandenen Seen wurden zahlreiche Teiche als Mühlen- oder Fischteich angelegt. Am bekanntesten sind die Karower Teiche im Nordosten Berlins.

### Klima
Der Barnim liegt, wie die umgebenden Regionen auch, im Übergangsbereich vom ozeanischen Klima Westeuropas zum kontinentalen Klima Osteuropas. Auf Grund seiner bescheidenen Relativhöhe besitzt der Niedere Barnim, im Gegensatz zum Hohen Barnim, keine ausgeprägten Witterungsunterschiede gegenüber seinem Umland. Auch auf dem Hohen Barnim sind die Differenzen zu seinem Umland gering, jedoch bei bestimmten Wetterlagen deutlich zu spüren.
Kältester Monat ist der Januar mit Durchschnittstemperaturen um −1 °C, wärmster der Juli mit ca. 18 °C (Station Berlin-Buch: Januar: −0,8 °C; Juli: 17,8 °C, Zeitraum 1951–1980). Der Hohe Barnim ist nur unwesentlich kälter.
Der durchschnittliche Jahresniederschlag liegt auf dem Niederen Barnim etwas über 550 mm mit einem ausgeprägten Sommermaximum und Winterminimum. Der Oberbarnim empfängt mit Niederschlagsmengen um bzw. knapp über 600 mm spürbar mehr Niederschlag. Auch gibt es dort ein sekundäres Wintermaximum. Die trockenste Jahreszeit ist dort der Frühling.
Klimatisch interessant ist der deutliche Unterschied zwischen dem Hohen Barnim und dem zum Teil mehr als 100 Meter tiefer gelegenen Oderbruch im Osten. Es macht sich dort ein vergleichsweise deutlicher Regenschatten bemerkbar, der durch die südlich gelegenen Höhen des Landes Lebus und die Höhen um Chorin im Nordwesten noch verstärkt wird. Während der Hohe Barnim für brandenburgische Verhältnisse vergleichsweise viel Niederschlag erhält, ist das Oderbruch in seinem Regenschatten mit Niederschlagsmengen von deutlich unter 500 mm eine der (klimatisch gesehen) trockensten Regionen in Deutschland.

## Siedlungsgeschichte

### Ur- und frühgeschichtliche Besiedlung
Die ersten Siedlungsspuren lassen sich im Barnim in der Jungsteinzeit (Jungpaläolithikum) nachweisen. Diese lagen von den Jäger und Sammler überwiegend an den Flussläufen, wie archäologische Funde im Bereich von Oranienburg, Eberswalde, Birkenwerder oder am Tegeler Fließ im Norden Berlins belegen.
Vor rund 6000 Jahren entstanden an den Bächen und Flüssen mit der Entwicklung planmäßiger landwirtschaftlicher Nutzung dauerhafte Siedlungen.
Aus der jüngeren Bronzezeit liegen Funde von Bronzesicheln und Steintrögen aus dem westlichen Barnim vor. Im Stadtgebiet von Strausberg wurde eine bronzezeitliche Besiedlung aus den Jahren 1200–700 vor unserer Zeit nachgewiesen.
In der Eisenzeit und der römischen Kaiserzeit gab es auch einige Siedlungen im Gebiet des Barnim, so bei Strausberg, in Mahlsdorf und Kaulsdorf.
In diesem Gebiet siedelte wahrscheinlich der germanische Stamm der Semnonen.

### Slawische Besiedelung vom 8. bis zum 12. Jahrhundert
Im Barnim gab es nur wenige slawische Siedlungen und Burgen, diese vor allem an Flüssen und anderen Gewässern. Auf dem Hochplateau sind dagegen fast keine slawischen Besiedelungsspuren bekannt.
An der Spree gab es die wichtige Burg Köpenick der Sprewanen, an der Finow die Burgen bei Biesenthal und Wandlitz, wahrscheinlich der Retschanen und eine weitere wichtige Burg bei Oderberg am Zufluss der Finow in die Oder.

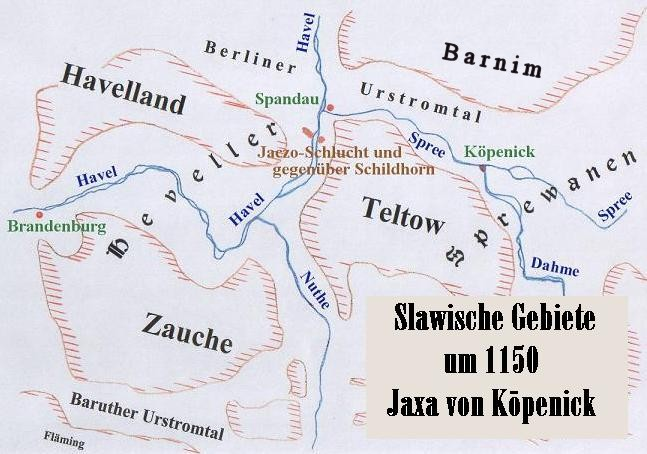
Südliches Brandenburg um 1150

Um 1150 erstreckte sich das Herrschaftsgebiet des Fürstentums Köpenick bis nach Brandenburg an der Havel und damit auch in den späteren Berliner Raum. Die nördlich daran angrenzenden Gebiete des Barnim waren davon wahrscheinlich kaum berührt.

### Pommersche Herrschaft im späten 12. und frühen 13. Jahrhundert
Um 1180 übernahm wahrscheinlich ein pommerscher Herzog die Burg Köpenick. Damit ergibt sich ein daran nördlich anschließendes Herrschaftsgebiet, das den Barnim zwangsläufig mit einschloss. Im nördlichen Barnim gab es wahrscheinlich einige Siedlungstätigkeiten, der Ort Bernau ist wahrscheinlich eine pommersche Gründung, die Kirche wurde spätestens um 1200/1220 gegründet. Einige Kirchenbauten in diesem Gebiet zeigen deutlich pommersche bauliche Einflüsse.

### Wettinische Herrschaft im frühen 13. Jahrhundert
Spätestens im Jahr 1209 hatte der wettinische Markgraf Konrad II. der Ostmark die Burg Köpenick (wahrscheinlich von den Pommern) erobert. In den folgenden Jahren sind die ersten deutschen Siedlungstätigkeiten auf dem Hochplateau des Barnim festzustellen, so sind dendrologische Daten in Hellersdorf von 1218 und in Strausberg um 1225 festgestellt worden.
Es entstanden in dieser Zeit die Burgen Alt-Landsberg und Strausberg sowie das Siedlungsgebiet um Hönow.
Zahlreiche Orte im östlichen Barnim erhielten Ortsnamen, die ganz offenbar aus dem Herrschaftsgebiet der Markgrafen von der Ostmark um Landsberg und Liebenwerda, sowie aus der Markgrafschaft Meißen übertragen wurden.

### Askanische Herrschaft im frühen 13. Jahrhundert
Dagegen ist nur eine einzige sichere historische Nachricht über Aktivitäten der brandenburgischen Askanier im Barnim im frühen 13. Jahrhundert bekannt, die zeitweise Eroberung von Oderberg an der Oder im Jahre 1214.
Das askanische Herrschaftsgebiet lag in dieser Zeit im Westen, in der Altmark und im Havelland um Brandenburg bis nach Oranienburg. Deren Interessen richteten sich vor allem nach Norden bis an die Ostsee nach Stettin.
Das Gebiet des Barnim war geographisch davon nicht berührt.
Um 1236 gelang ihnen die Übernahme der südlichen Uckermark von dem pommerschen Herzog Barnim I.
Die Angabe der Märkischen Fürstenchronik, dass der Barnim um 1230 von den brandenburgischen Markgrafen von dem pommerschen Herzog übernommen worden sei, lässt sich nur in diesem Kontext für ein kleines nördliches Gebiet an der Finow bis zur Oder (mit dem Ort Altbarnim?) interpretieren. 
Im Gebiet um Biesenthal entwickelten sie in den nächsten Jahrzehnten umfangreiche Siedlungsaktivitäten, mit einigen Burgen (Biesenthal, Wandlitz, Grimnitz u. a.); die Namen von etlichen Dörfern in diesem Gebiet wurden offensichtlich aus askanischen Gebieten im Havelland, in der Altmark und weiteren Regionen übertragen.

### Magdeburgische Besiedelung im frühen 13. Jahrhundert
Im Gebiet bei Bernau gibt es einige Dörfer, die Namen tragen, die wahrscheinlich aus dem weltlichen Territorium des Erzstiftes Magdeburg übertragen wurden (Schwanebeck, Karow, Ladeburg). Unter welchen äußeren Umständen dies geschah, ist völlig unklar.
Am wahrscheinlichsten ist eine Übertragung dieses Gebietes an Siedler durch den pommerschen Herzog zum Schutz gegen die Expansionsbestrebungen der Askanier.
Im Gebiet um Rüdersdorf im östlichen Barnim hatte das magdeburgische Zisterzienserkloster Zinna einen zusammenhängenden Landbesitz, den es wahrscheinlich von einem wettinischen Landesherren um 1230 erhalten hatten. Die Ortsnamen wurden offenbar meist aus den wettinischen Gebieten um Liebenwerda und Rochlitz übertragen.

### Askanische Besitznahme 1237 bis 1245
Ab 1237 kam es zu kriegerischen Auseinandersetzungen zwischen Askaniern einerseits und Wettinern und Magdeburgern andererseits. Dabei eroberten die brandenburgischen Markgrafen den gesamten Barnim bis an die Oder und an die Grenzen des Lebuser Landes. Um 1250 erwarben sie auch dieses und bald darauf die Neumark. Seit dieser Zeit sind keine wettinischen oder magdeburgischen Siedlungs- oder Herrschaftsaktivitäten in diesem Gebiet mehr feststellbar. Die askanischen Markgrafen erwarben kurz darauf um 1250 auch das Lebuser Land und bald danach die Neumark.

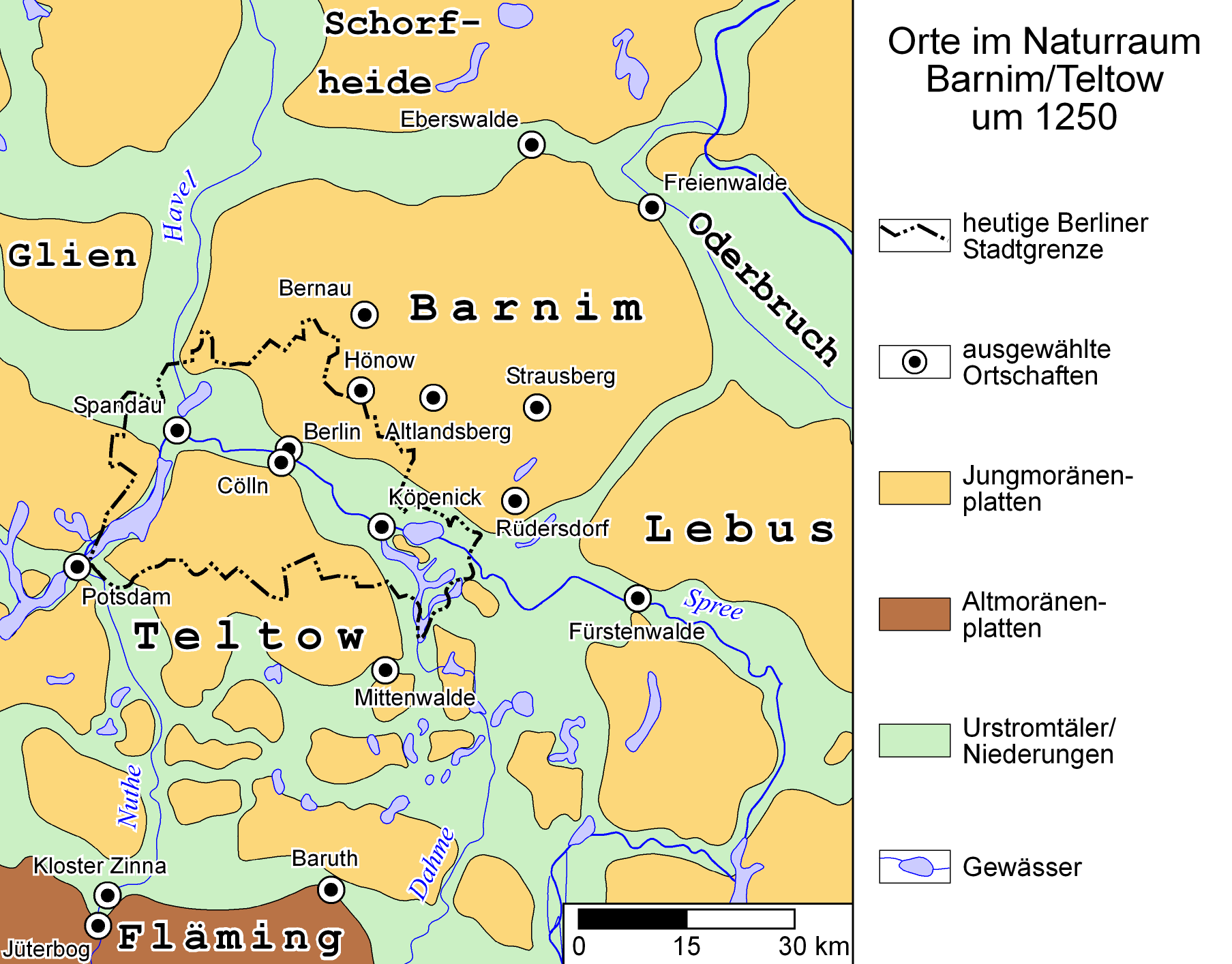
Barnim und Teltow um 1250

Seit dieser Zeit betrieben die Markgrafen Johann I. und Otto III. einen umfassenden Landesausbau auf dem Barnim. Sie verliehen einigen Orten das Stadtrecht, wie Berlin, Strausberg, Bernau, und gründeten Klöster in Städten (Dominikanerkloster Strausberg 1252), später auch für Zisterzienser.

### Neusiedler im 17. und 18. Jahrhundert
In den folgenden Jahrhunderten blieb der Barnim weiterhin recht dünn besiedelt. Ab etwa 1660 holte Kurfürst Friedrich Wilhelm gab es nach dem Dreißigjährigen Krieg  eine größere Anzahl von holländischen Kolonisten in das Land, vor allem zur Trockenlegung des Oderbruchs. Doch blieben auch diese Bewegungen wie auch die späteren steuer- und abgabebegünstigten Kolonistendörfer unter Friedrich II. ab 1740 weitgehend auf die Fluss- und Kanalbereiche beschränkt.

## Rezeption
Die Barnim-Kaserne, das Barnim-Gymnasium Berlin und das Autobahndreieck Barnim sind nach der Landschaft benannt.